# Cespitularia mantoni
Cespitularia mantoni är en korallart som beskrevs av Sydney John Hickson 1931. Cespitularia mantoni ingår i släktet Cespitularia och familjen Xeniidae. Inga underarter finns listade i Catalogue of Life.